# Fridtjuv Berg
Johan Fridtjuv Berg, född 20 mars 1851 i Ödeshögs församling, Östergötlands län, död 29 februari 1916 i Kungsholms församling, Stockholms stad, var en svensk skolman och politiker (liberal); han var ecklesiastikminister 1905–1906 och 1911–1914 samt riksdagsledamot 1891–1916.
Fridtjuv Berg var son till Anders Berg samt far till Tor Berg och Yngve Berg.

## Skolman och liberal politiker
Fadern hade varit föreståndare för bruksskolan i Finspång sedan 1851. Fridtjuv Berg efterträdde honom 1878 och behöll tjänsten till 1881. 1883 skrev han boken Folkskolan såsom bottenskola där han förespråkade ett sammanhållet skolsystem och en gemensam skola för alla samhällsklasser. Berg satt som riksdagsman i andra kammaren för Stockholms stad 1891–1911 och för Stockholms stads första valkrets 1912–1916. I riksdagen tillhörde han Gamla lantmannapartiet 1891–1894, men medverkade 1895 till bildandet av Folkpartiet, som år 1900 gick upp i Liberala samlingspartiet. Efter att tidigare ha yttrat sig endast i folkbildningsfrågor och allmänt humanitära spörsmål, började han 1905 att ta verksam del i de politiska striderna. Efter unionsupplösningen uttalade han sig bestämt mot varje våldsamt ingripande i konflikten mellan Sverige och Norge. Detta medförde att han vid höstvalen 1905 motarbetades av högern och en del högerliberaler.
När Karl Staaff bildade regering den 7 november 1905, med en rösträttsreform baserad på majoritetsval som målsättning, blev Berg ecklesiastikminister. Som statsråd lyckades han förverkliga en del för folkundervisningen och den allmänna kulturen betydelsefulla önskemål. Han var ansvarig för stavningsreformen 1906, som avskaffade stavningarna med ⟨hv‑⟩ för uddljudande /v/ i standardsvensk stavning, ⟨‑fv‑⟩ för inljudande /v/, ⟨‑f⟩ för utljudande /v/ och ⟨‑dt⟩ för utljudande /t/. Han genomdrev också ändringar av folkskollärarkårens representation inom de lokala skolstyrelserna och statsanslag till skönlitterära författare. Den 29 maj 1906 avgick hela regeringen. I den politiska agitationen sommaren och hösten 1906 tog Berg mycket verksam del och försvarade både i tal och skrift såväl Staaffska ministärens allmänna politik som dess rösträttsförslag. Det proportionella Lindmanska rösträttsförslaget bekämpades av Berg både i föredrag inom olika delar av landet och i riksdagsdebatterna våren 1907.
Sedan förslaget om proportionella val till slut antagits av riksdagen, intog han liksom Staaff den ståndpunkten, att striden mellan proportionsval och majoritetsval borde få vila. Beträffande parlamentarismen, försvarsfrågan och nykterhetsfrågan, de tre stora stridsfrågorna 1909–1911 anslöt sig Berg helt till Staaff och var liksom denne anhängare av Andrakammar-parlamentarism samt utredningar rörande försvaret och det allmännas ställning till rusdryckshandeln. Det arbete Berg utfört som ecklesiastikminister blev inom vida kretsar högt uppskattat. Han var en av de ledande inom sin tids svenska liberala utbildningspolitik och svensk skolpolitik. 
Med stöd av de manliga lärarna lade han en proposition om olika löneskalor efter kön för de offentligt anställda folkskollärarna. "Lärare och lärarinnor prestera måhända lika mycket arbete – och säkerligen lika värdefullt arbete, men de prestera helt visst icke samma slags arbete", menade Berg. Från att ha haft lika lön sedan 1860-talet, fick de manliga folkskollärarna nu ett par hundra kronor mer i månaden än sina kvinnliga kolleger. Riksdagen fastslog principen 1906. Ett av argumenten för den ojämlika lönesättningen var att kvinnor ju fick sämre betalt än män i andra yrken. Då de kvinnliga folkskollärarna inte fick något gehör för sina protester, bildade de samma år en ny riksorganisation, Sveriges Folkskollärarinneförbund, med målet att lika utbildning och arbete skulle ge lika lön. 
Universitetens uppfattning fick ett klart uttryck i Bergs promoverande till filosofie hedersdoktor vid Linnéjubileet i Uppsala 1907.
Berg var också en av grundarna till Barnbiblioteket Saga.
Han gifte sig 1883 med Vilhelmina Dorotea Kåberg (1858–1921), som var dotter till smeden Per Adolf Kåberg. Hans grav återfinns på Norra begravningsplatsen.

## Bildgalleri

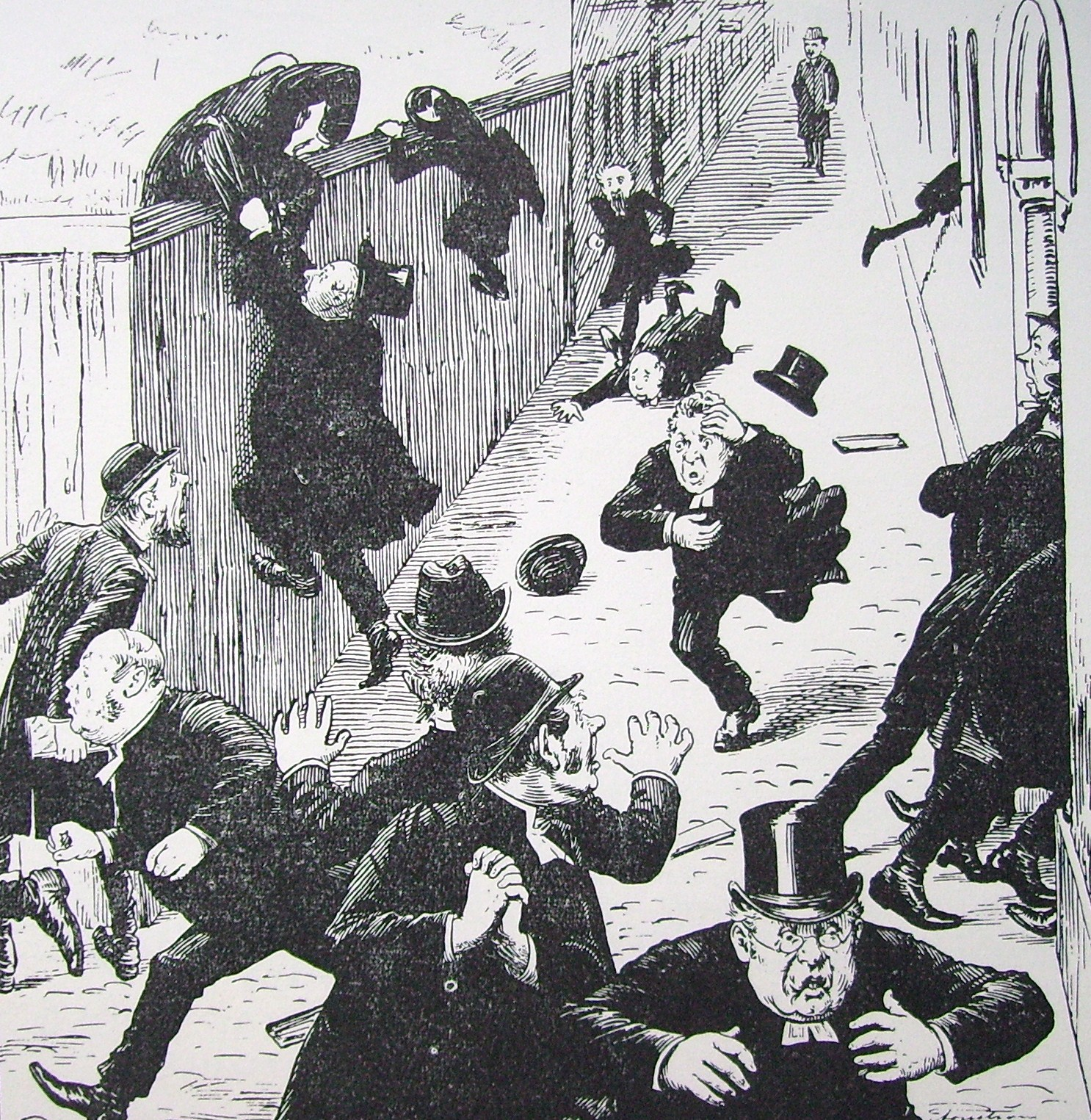
Skämtteckning av Edvard Forsström med texten "Berg kommer!", publicerad i Puck den 16 november 1905.
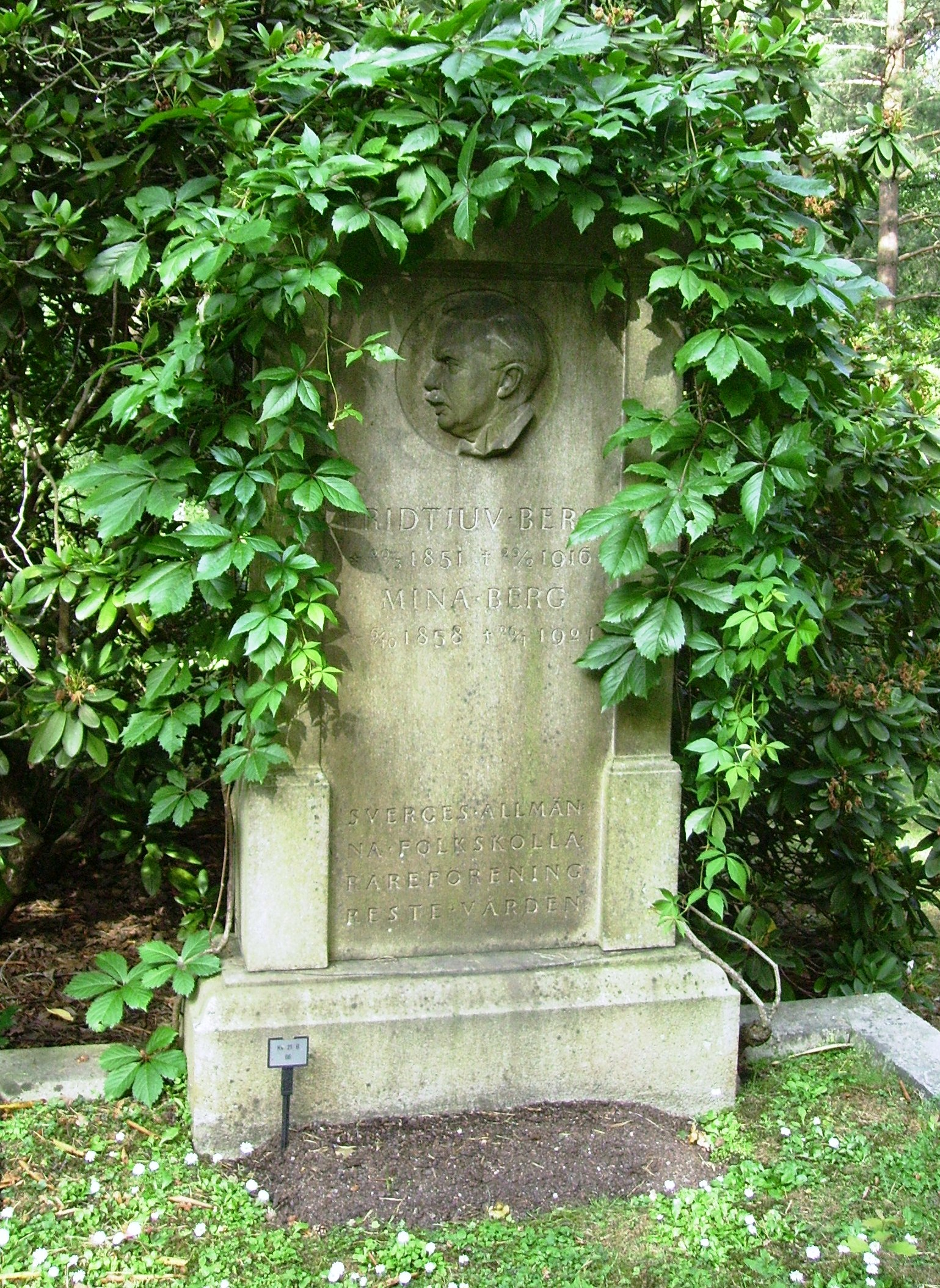
Gravvård på Norra begravningsplatsen i Solna.